# Giuseppe Crivelli Serbelloni
Giuseppe Francesco Crivelli Serbelloni, nato Giuseppe Francesco Crivelli (Madrid, 14 marzo 1862 – Bordighera, 26 gennaio 1918), è stato un politico e nobile italiano.

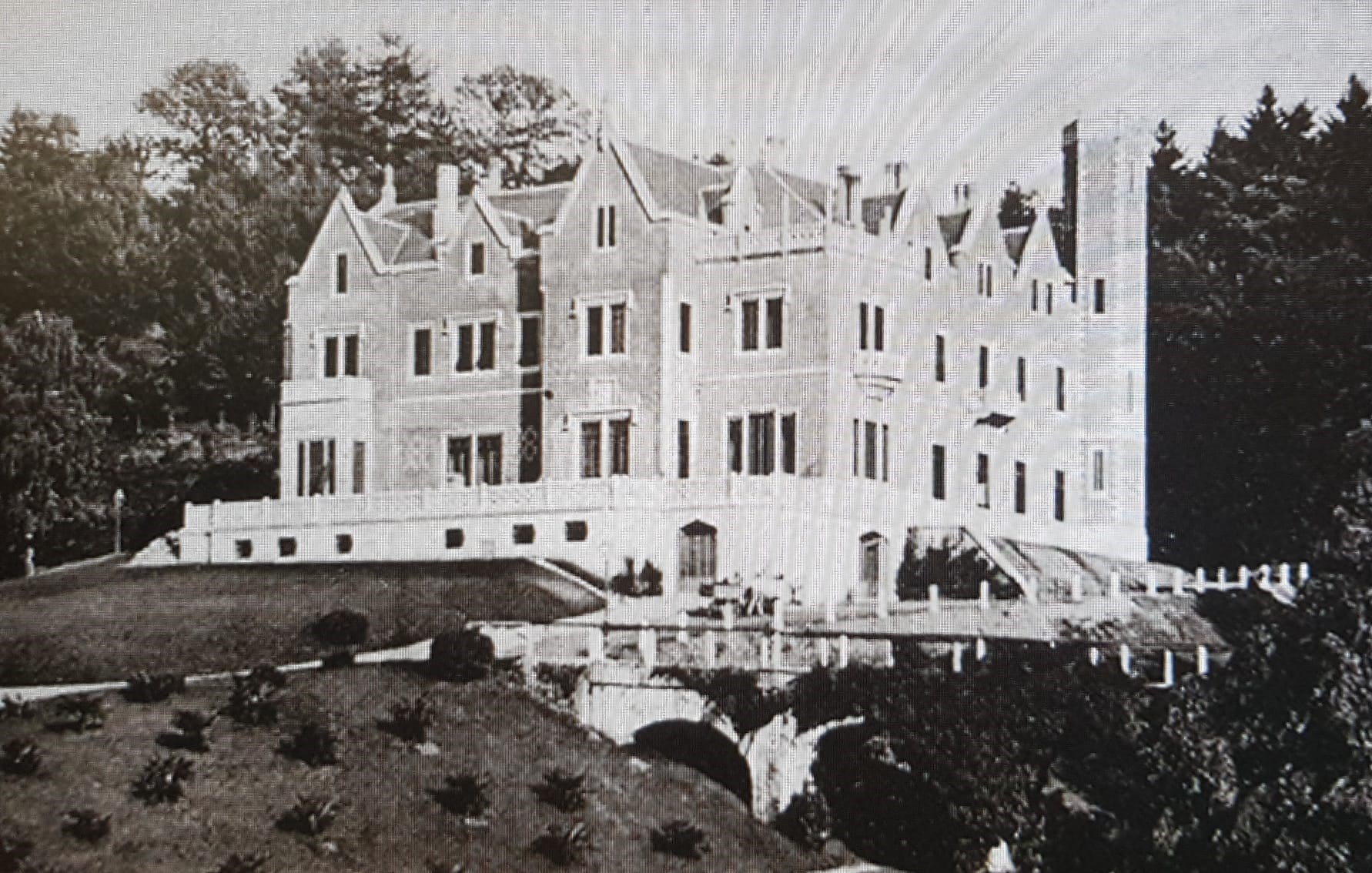
Villa Crivelli-Serbelloni a Luino (1889 - 1960 circa)

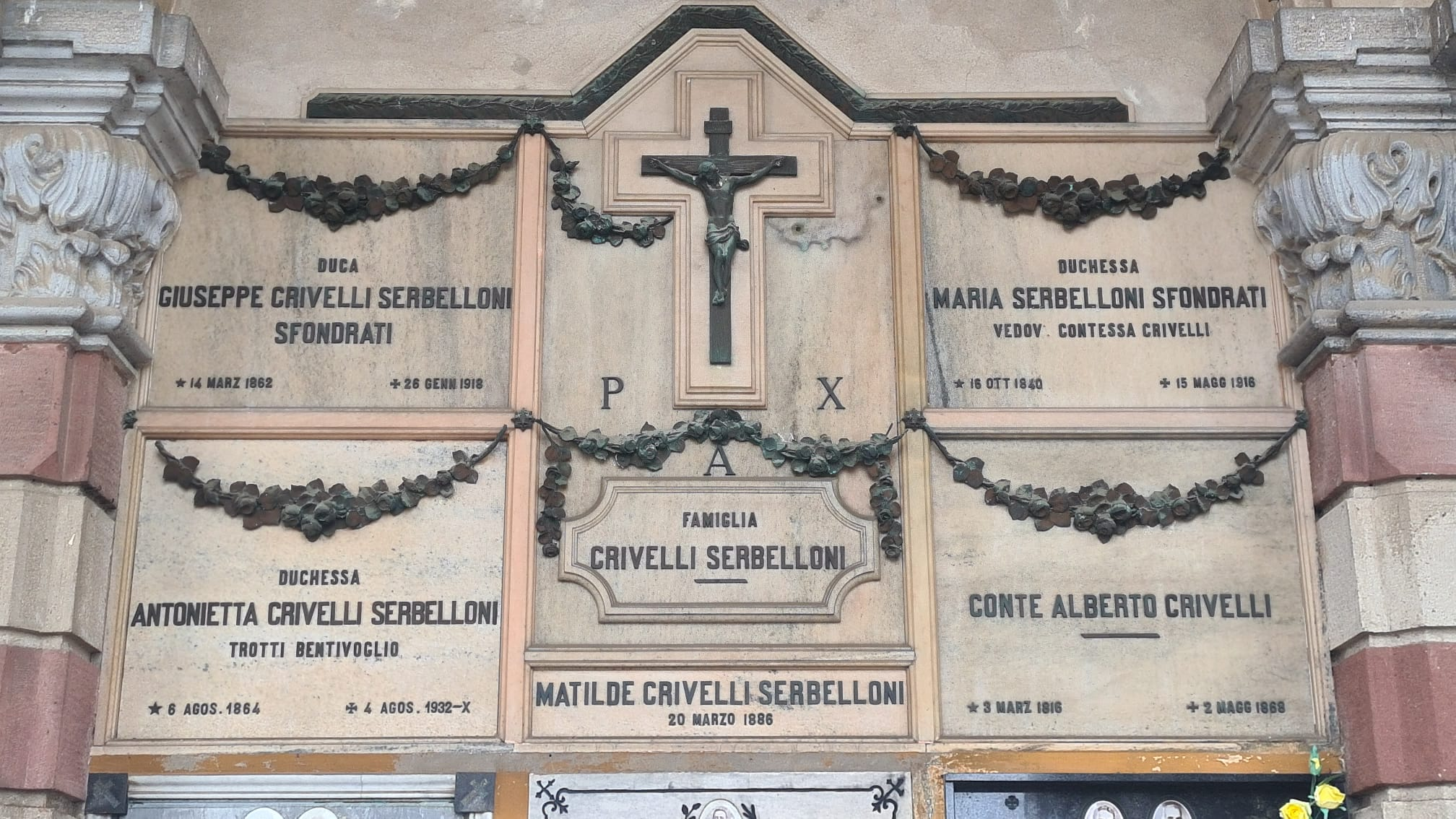
Tomba famiglia Crivelli Serbelloni presso il cimitero di Luino

Ricevette per eredità il cognome Sfondrati per sé e per i suoi eredi da suo bis-nonno Alessandro Serbelloni, V duca di San Gabrio, che nel 1788 lo ricevette a sua volta in eredità dal suo amico Carlo Sfondrati.

## Biografia
Nato a Madrid nel 1862, Giuseppe Crivelli nacque nella capitale spagnola dove il padre, Alberto, era diplomatico. Sua madrina di battesimo fu la regina Isabella II di Spagna. Con regio decreto del 16 maggio 1878, ottenne da re Umberto I di unire al proprio cognome quello dei Serbelloni (famiglia di sua madre) e di ottenerne altresì i titoli dal momento che quell'illustre casata milanese non aveva più esponenti maschi. Prestò servizio militare e divenne tenente colonnello nel corpo d'artiglieria dell'esercito italiano, dedicandosi successivamente ala politica.
Nel 1889 venne eletto sindaco del comune di Taino, in provincia di Varese ma posto a breve distanza dal Lago Maggiore del quale fu un attento ed appassionato studioso. Durante il suo mandato come sindaco, venne eretta una scuola elementare su un terreno di sua proprietà, nell'edificio che oggi ospita il municipio del paese. Donò inoltre parte del denaro necessario per la costruzione della locale chiesa di Santo Stefano. Malgrado ciò, questa sua prodigalità non sempre fu bene accetta dai suoi concittadini, in particolare all'epoca dei moti popolari del 1898.
Per venticinque anni fu inoltre rappresentante nella provincia di Como del mandamento di Angera, occupandosi in particolare del monitoraggio dello stato delle strade, dei trasporti e della navigazione sul lago, stringendo una notevole amicizia personale col deputato Giulio Adamoli.
All'inizio del nuovo secolo si trasferì definitivamente a Milano, dove divenne Presidente della Società Lombarda per la Pesca e l'Acquicoltura e nel 1906 fu tra i principali finanziatori per la costruzione dell'acquario civico nell'ambito dell'esposizione internazionale del 1906 ed ottenendo per questo un diploma di benemerenza del ministero dell'agricoltura.
Alla morte della madre Maria Anna Serbelloni, nel 1916, ereditò il titolo di duca di San Gabrio.
Morì a Bordighera nel 1918.
Aveva sposato Antonietta Trotti Bentivoglio, figlia di Lodovico Trotti Bentivoglio, VI marchese di Fresonara, e della sua seconda moglie, Maria Barbiano di Belgioioso d'Este. La coppia si era maritata a Milano il 25 luglio 1885, non ebbe figli e con la morte di Giuseppe si estinse la casata dei Serbelloni.
Il Re d'Italia concesse ai Cetti (baroni) di aggiungere al proprio il cognome di Serbelloni di San Gabrio.

## Albero genealogico
|                                                                        |                  |                                             | Genitori                                                     |  |  | Nonni |  |  | Bisnonni                                                  |  |  | Trisnonni                               |  |
|                                                                        |                  |                                             |                                                              |  |  |       |  |  | Antonio Crivelli, III conte di Ossolaro, I Conte di Luino |  |  | Girolamo Crivelli, II conte di Ossolaro |  |
|                                                                        |                  |                                             |                                                              |  |  |       |  |  | Antonio Crivelli, III conte di Ossolaro, I Conte di Luino |  |  | Girolamo Crivelli, II conte di Ossolaro |  |
|                                                                        |                  | Cristofora Marliani                         |                                                              |  |  |       |  |  | Antonio Crivelli, III conte di Ossolaro, I Conte di Luino |  |  |                                         |  |
| Ferdinando Crivelli, IV conte di Ossolaro, II Conte di Luino           |                  |                                             |                                                              |  |  |       |  |  | Antonio Crivelli, III conte di Ossolaro, I Conte di Luino |  |  |                                         |  |
|                                                                        |                  | Franziska Marie Karoline von Pückler        | Franz Sylvius von Pückler, conte di Pückler                  |  |  |       |  |  |                                                           |  |  |                                         |  |
|                                                                        |                  | Franziska Marie Karoline von Pückler        | Franz Sylvius von Pückler, conte di Pückler                  |  |  |       |  |  |                                                           |  |  |                                         |  |
|                                                                        |                  | Franziska Marie Karoline von Pückler        | Maria Karolina von Nostitz-Rokitnitz                         |  |  |       |  |  |                                                           |  |  |                                         |  |
| Alberto Crivelli, V conte di Ossolaro, III Conte di Luino              |                  | Franziska Marie Karoline von Pückler        |                                                              |  |  |       |  |  |                                                           |  |  |                                         |  |
|                                                                        |                  | Alessandro Serbelloni, V duca di San Gabrio | Gabrio Serbelloni, III duca di San Gabrio                    |  |  |       |  |  |                                                           |  |  |                                         |  |
|                                                                        |                  | Alessandro Serbelloni, V duca di San Gabrio | Gabrio Serbelloni, III duca di San Gabrio                    |  |  |       |  |  |                                                           |  |  |                                         |  |
|                                                                        |                  | Alessandro Serbelloni, V duca di San Gabrio | Maria Vittoria Ottoboni                                      |  |  |       |  |  |                                                           |  |  |                                         |  |
| Giulia Serbelloni                                                      |                  | Alessandro Serbelloni, V duca di San Gabrio |                                                              |  |  |       |  |  |                                                           |  |  |                                         |  |
|                                                                        |                  | Rosina von Sinzendorf                       | Wenzel Hermann von Sinzendorf, conte di Sinzendorf           |  |  |       |  |  |                                                           |  |  |                                         |  |
|                                                                        |                  | Rosina von Sinzendorf                       | Wenzel Hermann von Sinzendorf, conte di Sinzendorf           |  |  |       |  |  |                                                           |  |  |                                         |  |
|                                                                        |                  | Rosina von Sinzendorf                       | Maria Anna von Harrach zu Rohrau                             |  |  |       |  |  |                                                           |  |  |                                         |  |
| Giuseppe Crivelli Serbelloni, IX duca di San Gabrio, IV Conte di Luino |                  | Rosina von Sinzendorf                       |                                                              |  |  |       |  |  |                                                           |  |  |                                         |  |
|                                                                        | Marco Serbelloni | Gabrio Serbelloni, III duca di San Gabrio   |                                                              |  |  |       |  |  |                                                           |  |  |                                         |  |
|                                                                        | Marco Serbelloni | Gabrio Serbelloni, III duca di San Gabrio   |                                                              |  |  |       |  |  |                                                           |  |  |                                         |  |
|                                                                        | Marco Serbelloni | Maria Vittoria Ottoboni                     |                                                              |  |  |       |  |  |                                                           |  |  |                                         |  |
| Giuseppe Marco Serbelloni, VII duca di San Gabrio                      | Marco Serbelloni |                                             |                                                              |  |  |       |  |  |                                                           |  |  |                                         |  |
|                                                                        |                  | Matilde Bolognini Attendolo                 | Giuseppe Bolognini Attendolo, conte di Sant'Angelo Lodigiano |  |  |       |  |  |                                                           |  |  |                                         |  |
|                                                                        |                  | Matilde Bolognini Attendolo                 | Giuseppe Bolognini Attendolo, conte di Sant'Angelo Lodigiano |  |  |       |  |  |                                                           |  |  |                                         |  |
|                                                                        |                  | Matilde Bolognini Attendolo                 | Teresa Suaso y Ovalla Zamorra                                |  |  |       |  |  |                                                           |  |  |                                         |  |
| Maria Anna Serbelloni, VIII duchessa di San Gabrio                     |                  | Matilde Bolognini Attendolo                 |                                                              |  |  |       |  |  |                                                           |  |  |                                         |  |
|                                                                        |                  | Antonio Castelli, barone del S.R.I.         | ?                                                            |  |  |       |  |  |                                                           |  |  |                                         |  |
|                                                                        |                  | Antonio Castelli, barone del S.R.I.         | ?                                                            |  |  |       |  |  |                                                           |  |  |                                         |  |
|                                                                        |                  | Antonio Castelli, barone del S.R.I.         | ?                                                            |  |  |       |  |  |                                                           |  |  |                                         |  |
| Matilde Castelli, baronessa del S.R.I.                                 |                  | Antonio Castelli, barone del S.R.I.         |                                                              |  |  |       |  |  |                                                           |  |  |                                         |  |
|                                                                        |                  | Maria Luigia Serbelloni                     | Marco Serbelloni                                             |  |  |       |  |  |                                                           |  |  |                                         |  |
|                                                                        |                  | Maria Luigia Serbelloni                     | Marco Serbelloni                                             |  |  |       |  |  |                                                           |  |  |                                         |  |
|                                                                        |                  | Maria Luigia Serbelloni                     | Matilde Bolognini Attendolo                                  |  |  |       |  |  |                                                           |  |  |                                         |  |
|                                                                        |                  | Maria Luigia Serbelloni                     |                                                              |  |  |       |  |  |                                                           |  |  |                                         |  |